# 満遊書店
満遊書店（まんゆうしょてん）は、鹿児島県を中心に事業展開する古書店チェーン。
ブックオフやブックマーケットに代表されるフランチャイズチェーンではなく、ボランタリーチェーンに近い事業形式を採っている。2007年時点では、鹿児島県に6店舗、宮崎県に1店舗、熊本県に5店舗、福岡県に4店舗、大分県に1店舗、長崎県に2店舗を出店していた。 ※その後の経緯は、県ごとの各項目を参照。
マネーの虎に出演していた樋口道也（「ほんだらけ」創業者）が1990年初頭、郷里の鹿児島で開業時に参画しているが、以後の提携関係はない（但し、満遊書店のグループ店舗の一部が、「ほんダフル」という屋号を使用していることにその名残が窺える）。
代表取締役社長は、丸田満良。

## 福岡県での店舗展開と衰退
満遊書店は1990年代から福岡地区への店舗展開を積極的に行った。特に福岡空港店と新宮店は、九州最大級とも言われたその在庫数と広大な売り場面積で満遊書店の名を一躍有名にし、満遊書店は1990年代後半に隆盛を極める（当時「満遊書店で見つからなければ諦めろ」とよく言われていた）。
だが、2000年以降、業績不振により経営規模を順次縮小。福岡県内の店舗（福岡空港店・黒崎店・南小倉店・苅田店・新宮店・高宮店・清水店・中津店）が順次閉店。新宮店の閉店後にはマンガ倉庫が入居し（現在は閉店）、新宮店常連客の受け皿となっていた。
その後、満遊書店と入れ替わる様にまんだらけ福岡店がオープン。ブックオフ、ブックマーケットの大手チェーンの店舗拡大に加え、ほんだらけ、マンガ倉庫、おもちゃ倉庫など満遊書店と似た店舗形態のチェーングループの出店が相次ぎ、今や福岡の人々から満遊書店の記憶は薄れつつある。

## 熊本県での店舗展開と衰退
熊本県内の店舗（南高江店・坪井店・日赤通り店）の現状については未確認（yahoo!電話帳で熊本県内の店舗は該当ゼロ）。ただし熊本の店舗については、鹿児島・福岡の店舗と外観カラーリングやロゴマークが違うため、のれん分けの可能性もある。また、菊陽町の満遊館との関係も推測されるが未確認。
※1(熊本の満遊館[菊陽店]・南高江店・長崎の松山店と、閉店した熊本の坪井店・薄葉店・日赤前店・県庁前店・長崎古川店は、株式会社グットホエール関連会社・代表取締役社長：橋口猛)
他会社との提携関係は不明。

## 鹿児島県での店舗展開と衰退
本拠地の鹿児島県においては、鹿児島市西千石町（いわゆる加治屋町エリア）の国道3号線沿いで永く本店を構えていたが、1993年の8.6豪雨災害により冠水しほぼ壊滅状態となる。数ヶ月のブランクの後、200m程離れた場所にて営業を再開。緑一色というインパクトのある外観の本社ビル1～2階での営業となった。
2000年、鹿児島市東開町にグループ最大規模の売り場面積を持つ旗艦店・流通センター店が開店。4階建ての巨大な建物で、まさに倉庫そのものであった（本店同様、緑一色の外観）。古本だけでなく、骨董品や家電・家具の取り扱いを行い、総合リサイクルショップの側面が強くなる。しかし、立地の問題もあり客足が伸び悩み、イオン鹿児島ショッピングセンター（現・イオンモール鹿児島）のオープンを待たずにひっそりと閉店。現在、この東開町エリアにはイオンモール鹿児島、ホームセンターきたやま、ケーズデンキが出店しており、この店舗が営業を存続していれば周辺商業施設からの集客が見込めた可能性もあったであろう。跡地には、鹿児島市に初出店したセブン-イレブンになっている。

2010年5月、西千石町の本店が閉店。鹿児島市内から「満遊書店」名の店舗は消滅したことになる。なお、隼人店（国分店は2010年4月に閉店）・鹿屋店はのれん分けによる別経営となっており、満遊書店の名を冠する店舗は全てのれん分けによる非直営店舗のみとなった。今後、グループ系列の古本店「ほんダフル」の動向が注目されるところである。

## 満遊書店（のれん分け店舗）・ほんダフルの現状
2010年6月現在満遊書店名での営業店舗（非直営店舗）は下記の通り。※yahoo!電話帳登録データによる。
- 満遊書店行橋店（福岡県行橋市）
- 満遊書店壱岐支店（長崎県壱岐市）
- 満遊書店松山店（長崎県長崎市）
- MANYU書店隼人店（鹿児島県霧島市隼人町）
- 満遊書店鹿屋店（鹿児島県鹿屋市寿）

2010年6月現在ほんダフル名での営業店舗は下記の通り。※yahoo!電話帳登録データによる。
- ほんダフル加世田店（鹿児島県南さつま市加世田）
- ほんダフル川内店（鹿児島県薩摩川内市隈之城町）
- ほんダフル出水店（鹿児島県出水市今釜町）
- ほんダフル日向店（宮崎県日向市亀崎）
  - 後にほんだらけ日向店となる。
- ほんダフル延岡店（宮崎県延岡市平原町）